# آب‌سنگ حلقوی میلی
آب‌سنگ حلقوی میلی (به لاتین: Mili Atoll) یک آب‌سنگ حلقوی در جزایر مارشال است که در زنجیره راتاک واقع شده‌است. آب‌سنگ حلقوی میلی ۱۴٫۹ کیلومتر مربع مساحت و ۱٬۰۳۲ نفر جمعیت دارد و ۳ متر بالاتر از سطح دریا واقع شده‌است.